# Diskursn fun di naye kehile
Diskursn fun di naye kehile (niederländisch Diskoersen foen di naye kehile) war eine jiddische Zeitung in Amsterdam von 1797 bis 1798.

## Inhalt und Geschichte
Diskursn fun di naye kehile erschien seit September 1797 in westjiddischer Sprache. Sie war die zweite jiddische Zeitung überhaupt, nach den Kuranten in Amsterdam von 1686/87. Sie enthielt Mitteilungen der neuen jüdischen Gemeinde (jiddisch: naye kehile) in Amsterdam, dazu Berichte über jüdisches Leben in der Stadt und außerhalb, auch über kulturelle Themen.
Im März 1798 erschien die letzte Ausgabe. Einige Exemplare sind in Bibliotheken und auf Microfiche erhalten.
Parallel dazu gab es die Diskursn fun di alte kehile der älteren jüdischen Gemeinde in denselben Jahren.